# METAR
METAR(메타)는 기상 정보를 보고하는 형식이다. METAR 일기예보는 일기예보를 지원하기 위해 집계된 METAR 정보를 사용하는 항공기 조종사와 기상학자가 주로 사용한다.
미가공 METAR는 관측 기상 데이터 전송을 위한 세계에서 가장 일반적인 형식이다. 국제 민간 항공 기구(ICAO)를 통해 고도로 표준화되어 전 세계 대부분에서 이해할 수 있다.

## 역사
METAR 형식은 1968년 1월 1일에 국제적으로 도입되었으며 이후 여러 번 수정되었다. 북미 국가들은 1996년 6월 1일까지 현재 기상 조건에 대해 지상 항공 관측(SAO)을 계속 사용했으며, 이 보고서는 1989년 제네바 협정에서 합의된 METAR의 승인된 변형으로 대체되었다. WMO 간행물 No. 782 "비행장 보고 및 예측"에는 WMO 회원국이 채택한 기본 METAR 코드가 포함되어 있다.

## 같이 보기
- BUFR
- 기상 관측
- 경향법